# 4346 Whitney
4346 Whitney (1988 DS4) là một tiểu hành tinh vành đai chính được phát hiện ngày 23 tháng 2 năm 1988 bởi A. J. Noymer ở Siding Spring.